# Carlo Fatuzzo
Carlo Fatuzzo (n. 14 martie 1944, Genova) este un politician italian, membru al Partito dei Pensionati, fost membru al Parlamentului European în perioada 1999 - 2004 din partea Italiei. 
1. ↑   http://www.camera.it/leg18/29?tipoAttivita=&tipoVisAtt=&tipoPersona=&shadow_deputato=307626&idLegislatura=18 Lipsește sau este vid: |title= (ajutor)
2. ↑   https://www.camera.it/leg18/29?tipoAttivita=&tipoVisAtt=&tipoPersona=&shadow_deputato=307626&idLegislatura=18, accesat în 12 noiembrie 2021 Lipsește sau este vid: |title= (ajutor)
3. 1 2  Deputații în Parlamentul European